# Bert van der Helm

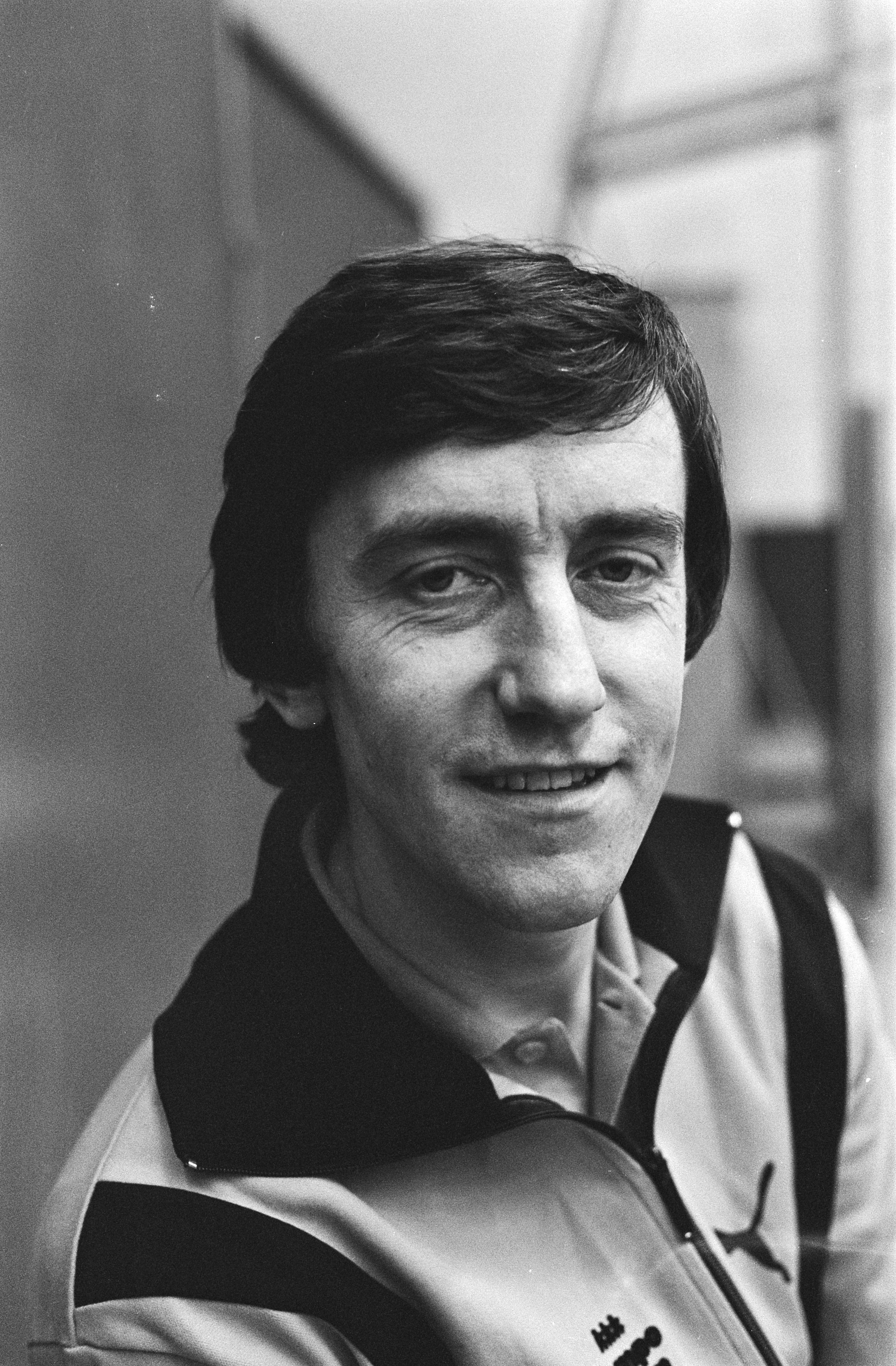
Bert van der Helm in 1979.

Bert van der Helm (Zoeterwoude, 1948) is een Nederlands voormalig tafeltennisinternational. Hij kwam 189 keer uit voor het Nederlandse team.

## Biografie
In zijn jongste jaren was Bert van der Helm lid van Pit '54 in Zoeterwoude. Hij werd 'ontdekt' door Bert Onnes en in 1962 ging hij over naar LTTV Scylla, waar Gerard Bakker zijn opleiding ter hand nam. Bij TTV Scylla werd hij landskampioen in 1967 en 1969. Later werd hij ook landskampioen met TTV Tempo-Team (1971-'72, 1979-'80, 1981-'82, 1983-'84) en Delta Lloyd.
Bert van der Helm heeft ruim 20 jaar in de eredivisie gespeeld. Na een jaar voor Altena Nachroth in de Bundesliga te hebben gespeeld, zette hij in 1979 na de Wereldkampioenschappen in Pyong Yang op 31-jarige leeftijd een punt achter zijn internationale carrière. Hij won in zijn loopbaan van veel wereldtoppers, onder andere van de toenmalige wereldkampioen enkelspel, de Zweed Stellan Bengtsson.
Na zijn spelerscarrière werd hij coach. Hij begeleidde diverse talentvolle spelers zoals Danny Heister en Bettine Vriesekoop. Ook won hij als coach met de dames van Tempo Team de ETTU-Nacy Evans cup in het seizoen 1991/1992. Sinds de Olympische Spelen van Atlanta (1996) gaf hij alleen nog training op regionaal niveau.
Van der Helm is getrouwd met Ellen Kort, die in 1972 dameskampioene bij het Tempo-Team werd. Ze wonen in Amstelveen en hebben twee dochters.

## Prestaties
Van der Helm heeft 25 nationale kampioenschappen gewonnen:
- 8 x herendubbelspel: met Gerard Bakker Sr in 1966 en 1970, met Nico van Slobbe in 1972, 1974 en 1978, met Anton-Will van Zoelen in 1977, met Han Gootzen in 1980 en met René Hijne in 1982.
- 6 x gemengddubbelspel, w.o. met zijn echtgenote Ellen Kort in 1966, 1967 en 1969, met Aukje Wynia in 1970 met Mieke Arntz in 1977 en met Ine Willems in 1980
- 12x enkelspel in 1966, 1967, 1968, 1969, 1971, 1972, 1973, 1974, 1976, 1977, 1979 en 1980.

Van der Helm nam deel aan vijf wereldkampioenschappen en vijf Europese kampioenschappen.